# Rodrigo Guerrero
Rodrigo Guerrero (ur. 10 stycznia 1988 w Meksyku) – meksykański bokser, były zawodowy mistrz świata wagi junior koguciej (do 115 funtów) organizacji IBF.
Karierę zawodową rozpoczął 28 lipca 2005. Do grudnia 2009 stoczył 15 walk, z których wygrał 13, jedną zremisował a jedną przegrał. W tym okresie zdobył wakujący tytuł WBC Continental Americas w wadze koguciej (pokonał Juana Alberto Rosasa przyszłego mistrza IBF w wadze junior koguciej).
6 marca 2010 stanął do walki z Ormianinem Wachtangiem Darczinianem o posiadane przez niego tytuły WBC i WBA Super w wadze junior koguciej. Przegrał jednogłośnie na punkty. 24 lipca pokonał w walce eliminacyjnej do tytułu IBF Filipińczyka Federico Catubaya ale w kolejnej eliminacji, 20 listopada, uległ niejednogłośnie na punkty rodakowi Raulowi Martinezowi.
Po rezygnacji, w sierpniu 2011, z tytułu IBF Cristiana Mijaresa został wyznaczony do walki o wakujący pas z niedawnym konkurentem do miana pretendenta Raulem Martinezem. Do pojedynku doszło 8 października 2011 w Tijuanie. Walka została przerwana w 6r przez lekarza z powodu kontuzji Martineza (po przypadkowym zderzeniu głowami) a zwycięzcą ogłoszono jednogłośnie Guerrero (miał przeciwnika w 3r na deskach).
W pierwszej obronie tytułu, 11 lutego 2012 w Los Mochis, spotkał się z rodakiem Juanem Carlosem Sánchezem Jr. Niespodziewanie przegrał jednogłośnie na punkty i utracił mistrzowski pas.